# Hafedh Zouari
Pour les articles homonymes, voir Zouari.
Hafedh Zouari, né en 1963 à Kalâa Kebira, est un homme d'affaires et homme politique tunisien.

## Biographie
Il commence son parcours professionnel en 1984, en ouvrant son premier magasin de pièces de rechange qu'il fait grandir, et constitue peu à peu le groupe Zouari. Aujourd'hui, ce dernier compte six filiales présentes dans différents domaines (BTP, automobile, industrie et téléphonie).
En 2014, il est désigné puis élu à l'Assemblée des représentants du peuple comme tête de liste d'Afek Tounes dans la circonscription de Sousse lors des élections législatives du 26 octobre.
Il est réélu lors des élections législatives de 2019 comme tête de liste d'Al Badil Ettounsi dans la même circonscription. En février 2021, il devient vice-président du parti dans le cadre d'une restructuration.